# Teo Mammucari
Teodoro Mammucari, detto Teo (Roma, 12 agosto 1964), è un conduttore televisivo italiano.

## Biografia

### Carriera

#### Gli inizi
Nato da padre originario di Velletri e madre lucana originaria di Acerenza (PZ). All’età di 3 anni e mezzo è stato abbandonato in collegio dalla madre rimanendovi fino ai 15. Fino ai 18 è poi stato nella Repubblica dei Ragazzi di Civitavecchia e poi la madre lo ha mandato via di casa così da doversela cavare da solo facendo diversi lavori come il muratore, l’imbianchino e l’elettricista.
Si è diplomato da radio tecnico e ha frequentato la scuola teatrale “La scaletta”. Nel 1985 ha iniziato a lavorare come animatore turistico nei villaggi Valtur, esperienza che termina nel 1993. Nel 1995 inizia a lavorare come attore di Scherzi a parte e poi come conduttore del Seven Show sul circuito televisivo Europa 7. Nel 1999 appare come "iena" nel programma di Italia 1.

#### Televisione
Il maggior successo arriva nel 2000 con la conduzione del programma comico-satirico Libero, in onda su Rai 2. Il programma, basato su scherzi telefonici, viene condotto da Mammucari per quattro edizioni. Nel 2004 lancia il singolo di musica demenziale Nando (vero tormentone nelle trasmissioni di Libero), seguito da WWW sciogliamo i Pooh. 
Dal 10 giugno al 21 settembre 2002 e dal 7 giugno al 18 settembre 2004 conduce il programma televisivo Veline, per la selezione di ragazze (le veline) idonee alla partecipazione al programma Striscia la notizia. Dal 9 giugno al 20 settembre 2003 presenterà, invece, Velone, varietà in cui le aspiranti concorrenti avevano la caratteristica di essere anziane. 
Nella primavera 2005 conduce in seconda serata su Canale 5 il talk show Mio fratello è pakistano, dal 21 marzo al 9 maggio 2005.
Dal 15 ottobre al 26 novembre 2007 conduce su Italia Uno il game show Distraction, in cui i concorrenti sono sottoposti a numerose ed estreme distrazioni, mentre cercano di rispondere alle diverse domande. 
Dal 12 giugno al 23 settembre 2006 e dall'11 giugno al 22 settembre 2007 presenta su Canale 5 Cultura moderna, assieme a Juliana Moreira e al Gabibbo, a cui nel 2007 si aggiunge Lydie Pages. Dal 31 gennaio al 21 febbraio 2007 conduce sempre su Canale 5 il programma Cultura Moderna Slurp, versione serale del programma, il mercoledì in prima serata. 
Viene scelto anche come conduttore del Festivalbar 2008, in coppia con Lucilla Agosti, ma la manifestazione è cancellata. Nello stesso anno conduce comunque Primo e ultimo su Italia 1, e dal 29 gennaio al 19 marzo 2009 Scherzi a parte su Canale 5 con Claudio Amendola e Belén Rodríguez. Con quest'ultima, dall'8 giugno al 30 agosto dello stesso anno, condurrà il noto gioco musicale a premi Sarabanda.
Nel 2010 conduce in prima serata su Italia 1 il varietà Fenomenal, per la durata di 4 puntate, con 6 ospiti famosi ogni volta, tra cui ospiti fissi il Mago Forest e Juliana Moreira. Nel dicembre 2010 conduce il programma The Call - Chi ha paura di Teo Mammucari?, 3 puntate in cui i concorrenti devono fare scherzi telefonici per vincere premi. Nel 2011 torna a condurre in prima serata su Italia 1 il varietà Fenomenal, sempre per la durata di 4 puntate. Nello stesso anno conduce anche The Cube - La sfida e i Wind Music Awards 2011, entrambi sempre su Italia 1.
Nell'autunno 2012 è il nuovo conduttore de Lo show dei record. Nel 2013 conduce La grande magia - The Illusionist, talent show di Canale 5 dedicato ai giovani illusionisti e la nuova edizione de Le Iene con Ilary Blasi. 
Dal 12 giugno al 2 luglio 2013 Mammucari conduce su Canale 5 il talent show dedicato ai tuffi, Jump! Stasera mi tuffo. Il 22 gennaio 2014 viene confermato alla conduzione de Le Iene, affiancando Ilary Blasi e la Gialappa's Band. Dal 27 settembre 2015, torna alla conduzione del programma Le Iene, dove affianca alla conduzione Ilary Blasi e il Trio Medusa, ma dopo l'ultima puntata viene reso noto anche il suo abbandono assieme a quello della show girl; i due vi torneranno nel 2017.
Dal 2016 è il quarto giudice di Tú sí que vales. Dal 28 novembre dello stesso anno al 6 gennaio 2017, affiancato da Laura Forgia e Carlo Kaneba, conduce una nuova edizione di Cultura moderna nell'access prime time di Italia 1.
Nel 2017 conduce su Italia 1, il talent show Lo scherzo perfetto, e in autunno torna a condurre Le Iene con Ilary Blasi. Nel febbraio 2018 conduce una delle due puntate settimanali de Le Iene con Ilary Blasi.
Nel gennaio 2020 vince la prima edizione de Il cantante mascherato, programma di Rai 1, condotto da Milly Carlucci, nelle vesti del Coniglio.
Dal febbraio del 2022 al gennaio del 2023 conduce nuovamente Le Iene in coppia con Belen Rodriguez.
Nell'autunno del 2023 lascia Mediaset e fa ritorno in Rai dove prende parte come concorrente a Ballando con le stelle, in coppia con Anastasia Kuzmina, classificandosi terzo. In seguito partecipa al nuovo programma di Milly Carlucci L'acchiappatalenti, sempre su Rai 1.
Nell'autunno 2024, conduce su Rai 2 il nuovo programma Lo spaesato che viene confermato per la stagione seguente dopo l’uscita del suo libro Dietro ogni profondo respiro. Ombre e luci della mia vita imperfetta.

#### Cinema
Ha recitato nel film Streghe verso nord (2001), di Giovanni Veronesi, e nella serie televisiva Piper (2009), tratta dall'omonimo film tv di Carlo Vanzina del 2007.

#### Teatro
Nel 2023/2024 e nel 2024/2025 è a teatro con gli spettacoli Sarà capitato anche a voi e Appuntamento al buio. Tuttavia nel dicembre del 2024, adducendo a problemi famigliari, decide di prendersi una pausa dalla televisione e dal teatro sospendendo il tour.

## Vita privata
È stato legato sentimentalmente dal 2006 al 2009 all'ex velina Thais Souza Wiggers, dalla quale ha avuto una figlia.

## Programmi televisivi
- Scherzi a parte (Canale 5, 1994-1995) Attore
- Cercando Cercando (Rai 2, 1996)
- Forum (Rete 4, 1996) Collaboratore
- Gli esami non finiscono mai (Rai 2, 1998) Attore
- Seven Show (Italia 7, 1999)
- Le Iene (Italia 1, 1999) Inviato (2013-2015, 2017-2018, 2022-2023) Conduttore
- Libero (Rai 2, 2000, 2002-2004)
- Il protagonista (Italia 1, 2002)
- Veline (Canale 5, 2002, 2004)
- Velone (Canale 5, 2003)
- Mio fratello è pakistano (Canale 5, 2005)
- Distraction (Italia 1, 2006-2007)
- Cultura moderna (Canale 5, 2006-2007; Italia 1, 2016-2017)
- Cultura moderna Slurp (Canale 5, 2007)
- Primo e ultimo (Italia 1, 2008)
- Scherzi a parte (Canale 5, 2009)
- Sarabanda (Canale 5, 2009)
- Fenomenal (Italia 1, 2010-2011)
- The Call - Chi ha paura di Teo Mammucari? (Italia 1, 2010)
- Wind Music Awards (Italia 1, 2011)
- The Cube - La sfida (Italia 1, 2011)
- Lo show dei record (Canale 5, 2012)
- La grande magia - The Illusionist (Canale 5, 2013)
- Jump! Stasera mi tuffo (Canale 5, 2013)
- Tú sí que vales (Canale 5, 2016-2022) Giudice
- Lo scherzo perfetto (Italia 1, 2017)
- Il cantante mascherato (Rai 1, 2020) Concorrente Vincitore
- Ballando con le stelle (Rai 1, 2023) Concorrente
- Nove Comedy Club - Sarà capitato anche a voi (NOVE, 2024)
- L'acchiappatalenti (Rai 1, 2024) Coach
- Lo spaesato (Rai 2, dal 2024)

## Filmografia
- Streghe verso nord, regia di Giovanni Veronesi (2001)
- Piper – serie TV, 5 episodi (2009)

## Teatrografia (parziale)
- Sarà capitato anche a voi (2023-2024)
- Appuntamento al buio (2024)

## Discografia
- 2004 – Canzoni belle
- 2005 – Www.Sciogliamoipooh
- 2011 – Disco Malinconico

## Opere
- Dietro ogni profondo respiro. Ombre e luci della mia vita imperfetta, Rizzoli, 2025, ISBN 9788817191876